# 語義元
语義元，或稱語義素，是在先天上能夠直接理解而無法以更簡化的用詞來表述的一組语義的概念。語義元能夠表述透過後天習得，但不能被具體定義的單詞或短語。 例如，英語 "touch" 最直接的含義就是「觸摸」，僅管字典可能會將 "touch" 定義為 "to contact, to make contact"「接觸，使接觸」，但這一組詞若不是直接理解，它們就不帶有任何訊息（即無法再以其他詞語解釋）。「普遍語義元」這個概念主要在安娜‧維茲畢卡《語義：語義素和普遍性》一書中引入。

## 語義元列表
| 類別     | 語義素 |
| -------- | --- |
| 實體詞   | I (我), YOU (你), SOMEONE(某人), PEOPLE(人), SOMETHING/THING(某事物), BODY(身體)                                                                 |
| 關係詞   | KIND(種), PART(部分) |
| 限定詞   | THIS(這), THE SAME(相同), OTHER/ELSE(其他) |
| 數量詞   | ONE(一), TWO(二), MUCH/MANY(多), SOME(一些), ALL(全部)                                                                                           |
| 評價詞   | GOOD(好), BAD(壞) |
| 描述詞   | BIG(大), SMALL(小) |
| 心理述詞 | THINK(覺得), KNOW(知道), WANT(想要), FEEL(感覺), SEE(看), HEAR(聽)                                                                               |
| 說話詞   | SAY(說), WORDS(話), TRUE(真) |
| 行動詞   | DO(做), HAPPEN(發生), MOVE(動), TOUCH(接觸) |
| 存有詞   | BE (SOMEWHERE)(在), THERE IS(存在), HAVE(擁有), BE (SOMEONE/SOMETHING)(是)                                                                       |
| 生命詞   | LIVE(活), DIE(死) |
| 時間詞   | WHEN/TIME(當...時候), NOW(現在), BEFORE(在...之前), AFTER(在...後), A LONG TIME(長期), A SHORT TIME(短暫), FOR SOME TIME(一些時候), MOMENT(片刻) |
| 空間詞   | WHERE/PLACE(在...地方), HERE(這裡), ABOVE(在...之上), BELOW(在...之下), FAR(遠), NEAR(近), SIDE(邊), INSIDE(裡面)                                |
| 邏輯詞   | NOT(不), MAYBE(也許), CAN(可能), BECAUSE(因為), IF(如果)                                                                                         |
| 強調詞   | VERY(非常), MORE(更) |
| 相似詞   | LIKE/WAY(像) |

此表修改自 Levisen & Waters (2017) 和 Goddard & Wierzbicka (2014).

## 語義的普遍句法
語義元表述了一套具有普遍意義的概念，但要訊息或是陳述帶有意義，則必須以結合語義元的方式才達成。而這些帶有意義的組合，在最基本的形式上，如：句子，便構成了句法。安娜‧維茲畢卡提供證據證明人類語言共享同一套語義元，而語言中所使用的句法也相當類似。 她指出：「我也假定某些先天且具普遍性規則的句法，但不同於喬姆斯基式那樣直觀上無法證實的形式句法，而是以直觀上可證實的模式所決定出的一組原初概念的組合。」(Wierzbicka 1996)。她以英語 "I want to do this" 以及俄語中等價的句子做對比。雖然她指出了一些形式上的差異，但語義上的等價性則浮現自「原初概念的等價性質本身以及他們的組合規則」。
[維茲畢卡和她的同事的]這項研究提出了一系列十分具體的研究假設，討論關於人類語言假設性、不可減少的核心。 這種普遍性的核心被認為具有類似語言的特色，由語義元詞庫以及管轄語義元如何組合的語法所組成。(Goddard 1998)。
現今全人類擁有一個共同的語言的核心語義元以及或多或少共通的語法可能不是那麼地令人驚訝，因為有大量證據表明，現今全人類都來今一個共同具有語言能力的男女智人祖先。語言學家約翰娜·尼可斯認為智人語言的起源可以追溯至13萬年前，也許只在最早的智人化石被發現之後6萬5千年之後(Adler 2000)。 哲學家 G.J.Whitrow 表示：
....儘管現有的語言和方言差異甚大，跨種族而言，語言能力似乎都是相同的。 因此，我們可以得出結論，人類的語言能力在種族多樣化發生之前便已存在。(Whitrow 1988)

## 自然後設語義
實際上，一組表達不同基本概念的語義元之間的組合，構成了一種自然語義元的语言，亦即自然後設語義。而這些常駐在人類心智中的語義元組合通常會獲得某些基本概念。這樣語義元組合形式也是一套用來結合那些概念，並將其轉化為帶有意義的訊息的共同規則。
以英語為例，自然後設語義將語言縮約至語言發展的內部核心。一個新詞實際上便是「一段文字」的代換物，而這段自然後設語義的「文字」可以傳遞該詞語的概念。例如英語的 "to lie"「說謊」，可以轉化為 "What a person does when he says something not true because he wants someone to think it true." 「一人所言非真，而為使某人認為其言為真所做之行為。」任何英語中的詞可用約60個左右的語義元詞彙（概念）來表述（定義）。相同地，一個複雜的句子也可以縮約至自然後設語義的核心詞彙、語法。這樣的文字描述也可以在"happy"、"glad"、"joyful"、" ecstatic"等等近似的詞彙中做出英語語者能夠做出的細微區別，同時這樣區別表達出來。
即便在不同語言中所表使用的發音、詞彙、語法不盡相同，由於語義元跨語言及語法上的普遍性，每個語言基本上都擁有相同的自然後設語義。維茲畢卡和她的同事認為各種自然後設語義都是「同構的」(isomorphic)。可以想象，如果各語言的語義描述，都以自然後設語義重新詮釋、縮約至語義元所組成的文字描述，而多種語言的自然後設語義也翻譯為一種語言的自然後設語言，這樣一來，各語言之間的隔閡也會大幅縮減。

## 腳註
1. 1 2  Goddard, Cliff,. . Oxford. ISBN 9780191645426. OCLC 869542461.
2. ↑  Levisen, Carsten,; Waters, Sophia,. . Amsterdam. ISBN 9789027265470. OCLC 1002302989.

## 外部連結
- Goddard C, Wierzbicka A (2007) Semantic Primes and Cultural Scripts in Language Learning and Intercultural Communication. PDF
- Goddard, Cliff. 2002. The search for the shared semantic core of all languages In Cliff Goddard and Anna Wierzbicka (eds). Meaning and Universal Grammar - Theory and Empirical Findings. Volume I. Amsterdam: John Benjamins. pp. 5–40.
- The Natural Semantics Metalanguage HomePage